# Konzervator restaurator
Konzervator restaurator je osoba koja radi na  konzervaciji restauraciji kulturne baštine,uz napomenu da spomenuto uključuje i zaštitu i zbrinjavanje muzejskih zbirki.Rad uključuje određenje strukturalne stabilnosti objekta,te procjenu stupnja kemijskog ili fizikalnog propadanja,kao i izvođenje postupaka koji korigiraju spomenute probleme. Sam postupak mora biti zasnovan na vrjednovanju estetskih,povijesnih i znanstvenih osobina objekta. 
Sve na objektu primijenjene mjere moraju biti zasnovane na promišljenosti,reverzibilnosti i lakoj identifikaciji.
Preventivna konzervacija  se pak bavi stvaranjem okolišnih uvjeta koji će doprinijeti što manjem i sporijem propadanju predmeta.Kontrola mikroklime unutar izložbenih prostora(temperatura ,relativna vlažnost zraka,razina rasvijete),odnosno čuvaonica, te tijekom transporta predmeta jednako je važna kao i kontrola tijekom konzervatorsko restauratorskih zahvata.
Danas se konzervatori restauratori školuju putem 5 godišnjeg diplomskog studija,te stječu naziv magistra umjetnosti ( razina 7 Europskog kvalifikacijskog okvira ).
Nekada je vodeću ulogu u obrazovanju restauratora imalo pripravništvo no danas njegova važnost sve više slabi, obzirom na sve brži razvoj ove struke.
Konzervatori restauratori obično se specijaliziraju za jednu vrstu objekata,poput primjerice slika,radova na papiru,tekstil,skulpturu,namještaj,rijetke knjige, metal, fotografiju, ili za arheološki, dekorativan ili etnografski materijal.
Konzervatori restauratori kod nas većinom rade u muzejima,knjižnicama,arhivima,te državnim ustanovama  ,poput Hrvatskog restauratorskog zavoda. U svom radu prije svega surađuju s kustosima, te konzervatorima tehničarima.

## Školovanje konzervatora restauratora u Hrvatskoj
U Hrvatskoj trenutačno djeluju tri studija konzervacije restauracije, u Zagrebu, Splitu (oba od 1997.) te Dubrovniku (od 2005.).

## Nadležnosti i obaveze
Konzervatori restauratori brinu,upravljaju,tretiraju,rade na očuvanju,te dokumentiraju različite povijesne predmete,poput umjetnina i kulturnih spomenika .
- Pregled artefakata,kako vizualnim tako i znanstvenim metodama poput rendgenografije,xrf analize,xrd analize,infracrvene fotografije i mikroskopske analize - sve u svrhu boljeg razumijevanja stanja objekta,te uzroka njegovog propadanja.[4]
- Održavanje temeljite dokumentacije putem bilježenja stanja predmeta ili lokaliteta,uključujući i prethodne zahvate,kao i određenje metoda i materijala koje će se koristiti ili su korišteni.[4][5]
- Vizualno dokumentiranje stanja,putem fotografije ili videa.[4]
- Nadzor i dokumentiranje uvjeta izlaganja i pohrane ,u svrhu održavanja objekta u stabilnom stanju.[4]  Očuvanje objekta je krajnji cilj konzerviranja restauriranja. Uzimanjem u obzir svakodnevnih varijacija u okolišu u kojem objekt jest,muzejski konzervatori restauratori čine najbolje kako bi predmete očuvali za nadolazeće generacije.[5]
- Procjena cijene zahvata kojim će se stabilizirati objekt[4]  Uključuje ponudu za radove loji će se izvesti,kao i izviještaj o radovima koji su izvedeni.[6]
- Restauriranje odnosno obnova putem koje će predmeti biti dovedeni u stanje što bliže izvornom[7]
- Organizacije logistike potrebne kod dugotrajnih projekata,kao i suradnja s drugim konzervatorima restauratorima.[4]
- Izrada rješenja za čišćenje,prezentaciju i popravak posebno osjetljivih predmeta.[4]
- Razvoj i održavanja standarda struke.[4]
- Stalna težnja za poznavanjem najnovijih restauratorskih tehnika, kroz školovanje i stalno usavršavanje,te istraživanja.[4]
- Savjetovanje po pitanju sigurnih postupaka koji se koriste kod izlaganja i pohrane predmeta[5]
- Upravljanje i nadzor nad radom kustosa, te tehničkog i studentskog osoblja, kod poslova vezanih za rukovanje, postavljanje, zbrinjavanje i pohranu predmeta.[4]
- Određenje i preporuka ispravnih postupaka,poput temperature,rasvjete i relativne vlage zraka kod izlaganja ili čuvanja[4]

## Znanja i vještine
- Operativno poznavanje vokabulara konzervacije restauracije i korištenih znanstvenih metodologija, u svrhu učinkovitog pregleda objekta,procjene njegovog stanja,razumijevanje povijesti objekta,te određenje potreba.[8]
- Konzervator restaurator mora razumjeti važnost poštovanja integriteta objekta,te da njegovo djelovanje nikako ne smije ugroziti ili izmijeniti objekt.
- Prihvaćanje i razmjevanje estetskih  ,kulturalnih,ekonomskih,povijesnih,političkih ,religioznih,znanstvenih i društvenih vrijednosti unutar objekta,građevine ili lokaliteta.[8]
- Operativno znanje o dobivanju nekog materijala, modifikaciji istog,te preradi ili proizvodnim procesima korištenim kroz povijest.[8]
- Posjedovanje znanja o kemijskim i fizikalnim osobinama,te dugoročnom ponašanju korištenih materijala[8]
- Mora biti svjestan problema koji nastaju zbog načina na koji se kulturalno značajni materijal percipirao odnosno koristio[8]
- Znanje o kontekstu u kojem je kulturna baština korištena,jer kontekst može biti od ključne važnosti za razumijevanje stanja ,te određenje primjerenih postupaka i definiranje budućeg zbrinjavanja.[8]
- Znanje o sigurnosti na radnom mjestu,te obavljanje vlastite prakse sukladno zakonskim odredbama.[8]
- Poznavanje temeljnih principa znanosti,te primjena istih u konzerviranju restauriranju,uključujući i vještinu vrednovanja znanstvene literature u polju konzervacije restauracije, kao i srodnim poljima.[8]
- Sposobnost prepoznavanja i razumijevanja promjena na kulturnom dobru,te sposobnost određenja uzroka spomenutih promjena[8]
- Upućenost u djelovanje temperature,relativne vlage zraka i svijetla ,te zagađenosti na kulturnu baštinu,također i poznavanje tehnika,opreme i resursa koji mogu pomoći u upravljanju spomenutim rizičnim okolišnim faktorima[8]
- Sposobnost da provodi sigurna i temeljita ispitivanja kulturnog materijala,u svrhu prikupljanja relevantnih informacija o stanju,te sposobnost izrade plana djelovanja na spomenutim objektima .[8]
- Prepoznavanje pravih alata i tehnika koje se koriste pri prikupljanju podataka o objektima.[8]
- Upućenost u svrhu dokumentiranja,kao i primjerene metode istog,bilo putem zapisa ili fotografija,kao i svjesnost o važnosti čuvanja dokumentacije.[8]
- Svijest o raznorodnim načinima rada na objektu,kao i o kratkoročnim i dugoročnim posljedicama istog.[8]

## Specijalnosti unutar struke
- konzervacija papira i knjiga
- konzerviranje - restauriranje elektronskih medija(očuvanje digitalog materijala, očuvanje nosioca, očuvanje gramofonskih zapisa...)
- očuvanje povijesnih spomenika
- konzervacija arhitekture
- Konzervacija etnografskih predmeta
- konzerviranje - restauriranje objekata(arheoloških, kiparskih, etnografskih...)
- konzervacija predmeta tehničke i industrijske baštine
- konzervacija namještaja
- konzervacija satova
- konzervacija predmeta od drva
- konzervacija predmeta od bjelokosti, kosti i rožine
- Konzerviranje restauriranje okvira za slike
- konzervacija slika na platnu, dasci i zidu
- Konzervacija restauracija slika na dasci
- Konzervacija restauracija slika u fresko tehnici
- Konzerviranje restauriranje predmeta od laka
- konzervacija mozaika
- konzervacija glazbala
- konzervacija djela suvremene umjetnosti
- konzerviranje - restauriranje gramofonskih zapisa
- konzervacija filma
- konzervacija fotografija
- konzervacija tekstila
- preventivna konzervacija
- konzervacija arheoloških predmeta
- Konzervacija podmorskih arheoloških nalaza
- konzervacija kamena
- konzervacija metala
- konzervacija restauracija predmeta od srebra
- konzervacija restauracija predmeta od bakra i njegovih slitina
- konzervacija i restauracija predmeta od željeza i čelika
- Konzervacija javnih brončanih skulptura
- Konzervacija restauracija emajla na metalu
- Konzerviranje restauriranje skulptura postavljenih u eksterijeru
- konzervacija stakla
- konzervacija vitraja
- konzervacija keramike i porculana
- konzervacija kože
- Konzervacija restauracija predmeta od krzna
- Konzerviranje restauriranje predmeta od perja
- konzervacija plastike
- Konzerviranje restauriranje Judaike

## Ukupan broj konzervatora restauratora u Hrvatskoj
U Hrvatskom restauratorskom zavodu na poslovima konzerviranja restauriranja rade trenutačno oko 182 osobe,od toga 116 restauratora,dok je u muzejima trenutačno zaposleno oko 115 osoba od čega 56 restauratora.Oko 208 osoba radi samostalno,no broj restauratora među njima nije definiran(Ministarstvo kulture u svojim dokumentima ne navodi zvanja i školsku spremu istih).Ovome treba pribrojiti i 12 osoba koje rade u Nacionalnoj i sveučilišnoj knjižnici(od toga 4 restauratora) i 17 osoba koje rade u Hrvatskom državnom arhivu(od toga najmanje 3 restauratora).
Nadalje u ovu brojku treba uračunati i oko 300 osoba koje su do danas završile jedan od 3 hrvatska studija konzerviranja restauriranja,uz napomenu da niti 10 %  spomenutih nije zaposleno niti u HRZ,niti u muzejima niti kao samostalni konzervatori restauratori (isto tako treba naglasiti da je prvenstveni kočničar zapošljavanja konzervatora restauratora ministarstvo kulture).

## Mogućnosti stručnog usavršavanja
Što se tiče muzeja sustavno organiziranog stručnog usavršavanja nema i to usprkos očiglednoj potrebi za istim (oko 80 % osoba koje rade na poslovima konzerviranja restauriranja u muzejima nema nikakovo formalno konzervatorsko restauratorsko obrazovanje). Osobe koje odlaze na stručno usavršavanje ili stručne skupove u inozemstvo nemaju obavezu podjele stečenih iskustava putem javno dostupnih izviješća ili predavanja.
Hrvatski restauratorski zavod pak svojim djelatnicima nudi određene mogućnosti stručnog usavršavanja.
Mogućnost stjecanja doktorata u području konzerviranja restauriranja zasada ne nudi niti jedan od tri hrvatska studija posvećena ovoj disciplini(no nekoliko osoba koje rade u HRZ odnosno na edukaciji konzervatora restauratora stekle su zvanje doktora znanosti  ( odnosno jednom slučaju umjetnosti - ovo i jest jedino zvanje koje bi konzervatori restauratori kod nas mogli i trebali steći sukladno zvanjima i obrazovnom sustavu jer diplomirani konzervator restaurator kod nas stiče zvanje  magistra umjetnosti a ne znanosti) no nije jasno koje su znanosti oni doktori jer konzerviranje restauriranje se kod nas ne smatra za znanost ( da bi postalo primijenjena znanost trebalo bi se predavati na npr. Fakultetu kemijskog inženjerstva i tehnologije ili recimo strojarstva, ako gledamo primjere njemačkih studija koji obrazuju konzervatore restauratore ) ,kako spomenuti nisu studirali niti povijest umjetnosti niti arheologiju niti muzeologiju ne mogu biti niti doktori spomenutih znanosti(odnosno očito mogu no tada se u biti radi o "doktorima" znanosti),da li je put korištenja veza i poznanstava te nedefiniranih zakonskih akata ispravan put definiranja konzervacije restauracije kao znanosti pokazat će vrijeme).

## Strukovne udruge
U Hrvatskoj konzervatori restauratori se okupljaju u 4 strukove udruge.To su sekcija pri ULUPUH-u,sekcija pri Hrvatskom muzejskom društvu,te Hrvatsko restauratorsko društvo i IIC - hrvatska sekcija.

## Zakonski propisi koji reguliraju rad i napredovanje konzervatora restauratora,stanje zaštite prava
Za restauratore i restauratore tehničare koji rade u Hrvatskom restauratorskom zavodu,Hrvatskom državnom arhivu,Nacionalnoj i sveučilišnoj knjižnici,te samostalno,odnosno za restauratore i preparatore koji rade u muzejima:
- Pravinik o stručnim zvanjima za obavljanje poslova na zaštiti i očuvnaju kulturnih dobara te uvjetima i načinu njihova stjecanja (NN 104/19)

- Pravilnik o uvjetima za dobivanje dopuštenja za obavljanje poslova na zaštiti i očuvanju kulturnih dobara (NN 98/18)

## Unutarnje poveznice
- Dodatak:Konzervatorsko-restauratorske organizacije
- školovanje konzervatora restauratora
- teorija konzerviranja restauriranja
- metodika konzerviranja restauriranja
- konzervator tehničar

## Vanjske poveznice
- American Institute for the Conservation of Historic and Artistic Works
- European Confederation of Conservator-Restorers' Organisations
- Canadian Association for Conservation
- The Institute for Conservation (United Kingdom)
- International Council of Museums Conservation Committee  Arhivirana inačica izvorne stranice od 10. lipnja 2007. (Wayback Machine)
- International Institute for Conservation of Historic and Artistic Works
- International Centre for the Study of the Preservation and Restoration of Cultural Property (ICCROM)
- Hrvatsko muzejsko društvo-Sekcija restauratora i preparatora
- Međunarodni institut za restauriranje povijesnih i umjetničkih djela IIC – Hrvatska grupa  Arhivirana inačica izvorne stranice od 30. kolovoza 2012. (Wayback Machine)
- Hrvatsko restauratorsko društvo
- Global Conservation Forum